# Neperigea albimaculata
Neperigea albimaculata är en fjärilsart som beskrevs av Barnes och Mcdunnough 1912. Neperigea albimaculata ingår i släktet Neperigea och familjen nattflyn. Inga underarter finns listade i Catalogue of Life.